# Ángel San Casimiro Fernández
Ángel San Casimiro Fernández (Pradejón, 16 settembre 1942) è un vescovo cattolico e missionario spagnolo, dal 1º marzo 2018 vescovo emerito di Alajuela.

## Biografia
Ángel San Casimiro Fernández è nato a Pradejón, nella diocesi di Calahorra e La Calzada-Logroño, il 16 settembre 1942.

### Formazione e ministero sacerdotale
Ha studiato lettere a Lodosa dal 1952 al 1956 e a Fuenterrabía dal 1956 al 1960. È quindi entrato nel convento di Monteagudo dell'Ordine degli agostiniani recolletti.
Il 6 settembre 1961 ha pronunciato i primi voti religiosi. Il 4 settembre 1964 ha emesso la professione solenne come membro della provincia spagnola di San Nicola da Tolentino. Terminati gli studi teologici, il 3 ottobre 1965 è stato ordinato presbitero da monsignor Francisco Javier Ochoa Ullate, vescovo titolare di Remesiana. Nel luglio dell'anno successivo è partito come missionario per il Messico. Presto però ha dovuto lasciare il paese per problemi burocratici con il visto. Il 6 ottobre è arrivato ad Alajuela, in Costa Rica. Ha prestato servizio come vicario parrocchiale e cappellano di un ospedale. Dal 1969 al 1973 ha vissuto a El Paso, negli Stati Uniti d'America, per organizzare la provincia agostiniana recolletta del Texas. Tornato in Costa Rica, è stato parroco della parrocchia Nostra Signora del Carmelo e superiore della comunità di Alajuela dal 1973 al 1982 e parroco della parrocchia di Sant'Antonio a Belén dal 1982 al 1991. Tra il 1991 e il 1994 ha diretto la comunità del suo ordine a Veracruz, in Messico. In seguito è stato di nuovo parroco della parrocchia Nostra Signora del Carmelo ad Alajuela dal 1994 al 1995. Dal 1979 al 1985 e dal 1994 al 1995 è stato superiore della delegazione provinciale del suo ordine. È stato anche vicario episcopale per i religiosi e membro del consiglio presbiterale della diocesi di Alajuela.
Ha partecipato a corsi di cristianesimo, rinnovamento carismatico, movimento familiare cristiano, incontri di promozione giovanile e altri movimenti apostolici.

### Ministero episcopale
Il 30 aprile 1999 papa Giovanni Paolo II lo ha nominato primo vescovo della nuova diocesi di Ciudad Quesada. Ha ricevuto l'ordinazione episcopale il 5 settembre successivo nello stadio municipale "Carlos Ugalde" di Ciudad Quesada dall'arcivescovo Giacinto Berloco, nunzio apostolico in Costa Rica, co-consacranti l'arcivescovo metropolita di San José de Costa Rica Román Arrieta Villalobos e il vescovo di Alajuela José Rafael Barquero Arce.
Il 3 luglio 2007 papa Benedetto XVI lo ha nominato vescovo di Alajuela. Ha preso possesso della diocesi il 12 ottobre successivo, festa di Nostra Signora del Pilar, patrona della cattedrale. Ha continuato a reggere la diocesi di Ciudad Quesada come amministratore apostolico fino al 24 maggio 2008, giorno dell'ordinazione del suo successore Oswaldo Brenes Álvarez.
Nel febbraio del 2008 e nel febbraio del 2017 ha compiuto la visita ad limina.
Il 1º marzo 2018 papa Francesco ha accettato la sua rinuncia al governo pastorale della diocesi per raggiunti limiti di età. Ha continuato a reggere la diocesi come amministratore apostolico fino al 26 maggio successivo, giorno dell'ordinazione del suo successore Bartolomé Buigues Oller.
In seno alla Conferenza episcopale della Costa Rica è stato economo, presidente della commissione per la pastorale sociale e segretario generale dal 2012 all'11 agosto 2017. È stato anche responsabile della sezione per il dialogo con i non credenti presso la Consiglio episcopale latinoamericano e segretario generale del Segretariato episcopale dell'America Centrale e Panama dal 2005 al 2011.

## Genealogia episcopale e successione apostolica
La genealogia episcopale è:
- Cardinale Scipione Rebiba
- Cardinale Giulio Antonio Santori
- Cardinale Girolamo Bernerio, O.P.
- Arcivescovo Galeazzo Sanvitale
- Cardinale Ludovico Ludovisi
- Cardinale Luigi Caetani
- Cardinale Ulderico Carpegna
- Cardinale Paluzzo Paluzzi Altieri degli Albertoni
- Papa Benedetto XIII
- Papa Benedetto XIV
- Papa Clemente XIII
- Cardinale Enrico Benedetto Stuart
- Papa Leone XII
- Cardinale Chiarissimo Falconieri Mellini
- Cardinale Camillo Di Pietro
- Cardinale Mieczysław Halka Ledóchowski
- Cardinale Jan Maurycy Paweł Puzyna de Kosielsko
- Arcivescovo Józef Bilczewski
- Arcivescovo Bolesław Twardowski
- Arcivescovo Eugeniusz Baziak
- Papa Giovanni Paolo II
- Arcivescovo Giacinto Berloco
- Vescovo Ángel San Casimiro Fernández, O.A.R.

La successione apostolica è:
- Vescovo Bartolomé Buigues Oller, T.C. (2018)